# Erwin Volkmar
Erwin Volkmar (* 22. November 1906 in Berlin; † 21. April 1933 ebenda) war ein deutscher Boxer.

## Leben und Wirken

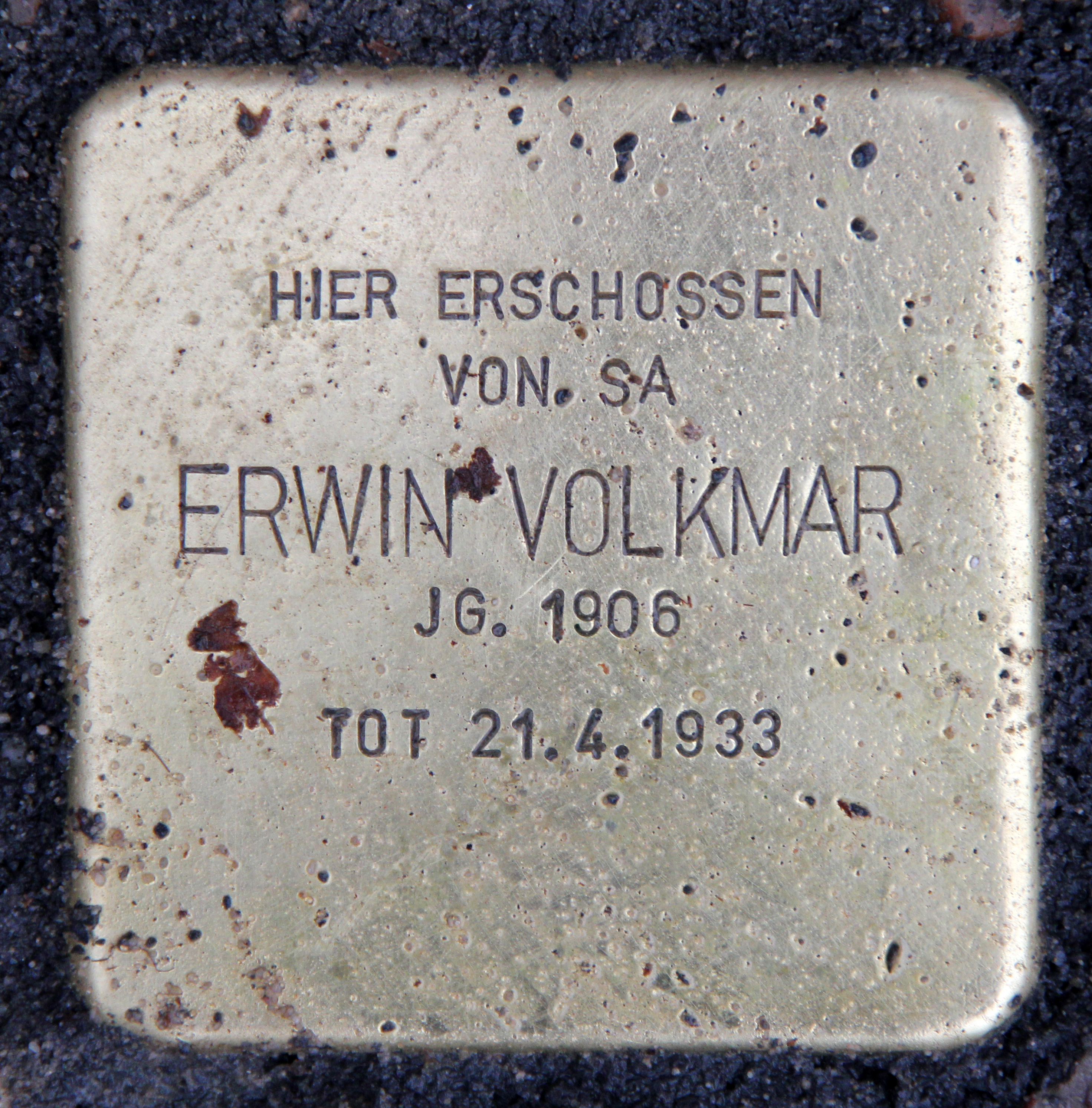
Stolperstein, Karl-Marx-Straße Ecke Jonasstraße, in Berlin-Neukölln

Volkmar, der von Beruf Klempner war, trat im Dezember 1923 dem Boxclub Heros in Berlin-Tempelhof bei. Als Amateur bestritt er 240 Kämpfe. Dabei erwarb er den Ruf, einer der besten Techniker Deutschlands zu sein.
Während seiner Amateurzeit wurde Volkmar fünfmal Berliner Amateurmeister: 1925 im Bantam-, 1926 im Feder-, 1927 im Leicht- und 1929 sowie 1930 im Weltergewicht. Seinen größten Erfolg errang er 1926, als er deutscher Meister der Federgewichtsklasse wurde. Darüber hinaus erreichte Volkmar 1927 und 1929 die Endkämpfe bei den deutschen Amateur-Boxmeisterschaften.
1931 wechselte Volkmar ins Profilager. Dort lieferte er einige gute Kämpfe, erfüllte aber nicht ganz die Erwartungen, die man auf Grund seiner als Amateur erworbenen technischen und taktischen Fähigkeiten in ihn gesetzt hatte: Zwischen 1922 und 1933 bestritt er zwanzig Profikämpfe, von denen er drei gewann und acht verlor, während neun unentschieden ausgingen. Seinen letzten Kampf bestritt er am 17. Februar 1933 gegen Gustav Eder. Weitere bekannte Boxer, gegen die er boxte, waren Hein Domgörgen, Darwin Meergrün und Kurt Kreuger.
Zuletzt kämpfte Volkmar in der Mittelgewichtsklasse. Zum Zeitpunkt seines Todes war er noch für das Mittelgewichtsturnier 1933 in der Berliner Boxarena „Spichernring“ verpflichtet.

### Tod
In der Nacht vom 20. auf den 21. April 1933 (gegen 0.30 Uhr) wurde Volkmar, der Kommunist war, mit einigen Freunden im Café Casaleon am Hohenzollernplatz (heutiger Karl-Marx-Platz) in Berlin-Neukölln in eine Schlägerei mit Angehörigen des SA-Sturmes 51 (Neukölln) verwickelt, die von Saalschutzaufgaben in den Kliems-Festsälen zurückkehrten. Als die Schlägerei sich auf der Straße vor dem Café fortsetzte, gaben einige SA-Angehörige – angeblich nach einem ersten Schuss von unbekannter Seite – Schüsse ab, wobei Volkmar verletzt wurde. Dieser wurde in kritischem Zustand ins Krankenhaus Britz gebracht, wo er am 21. April im Laufe des Vormittags starb.
Wer den tödlichen Schuss auf Volkmar abgegeben hatte, konnte nie geklärt werden. In Zeitungsmeldungen vom 21. April hieß es, der SA-Führer „Willi S.“ (Willi Schmidt) habe Volkmar in Notwehr erschossen. In den 1960er Jahren sagte Schmidt dagegen aus, nicht nur er, sondern auch einige andere SA-Leute hätten Schüsse abgegeben, so dass es unklar gewesen sei, von wem die Kugel, die Volkmar traf, abgefeuert worden sei. Ein 1933 eingeleitetes Verfahren gegen die SA-Angehörigen Knop, Judek und Schmidt wurde eingestellt, ebenso ein 1967 von der Staatsanwaltschaft Berlin gegen Schmidt geführtes Verfahren.

### Gedenken
Am 16. November 2015 wurde in Berlin-Neukölln, Karl-Marx-Straße Ecke Jonasstraße, ein Stolperstein für Volkmar verlegt.